# Лошатовка (платформа)
Лошато́вка — остановочный пункт на хордовой линии Узуново — Рыбное Московской железной дороги в городском округе Серебряные Пруды Московской области. Представляет из себе длинную (на 12-вагонный состав) изогнутую платформу без каких-либо строений у единственного пути.
На платформе останавливается пять пар поездов Рязань-1 – Узуново.